# Listă de personalități din Madrid
Această pagină conține o listă de personalități născute în Madrid și o altă de persoane care au locuit în marele oraș sau al căror nume este legat de acesta.
Ambele liste sunt ordonate cronologic.
Dacă nu este precizată etnia unei persoane, se subînțelege că acesta este spaniolă.
| Personalități născute în Madrid: - Secolele XV - XVII - Secolul al XVIII-lea - Secolul al XIX-lea: 1801 - 1850 • 1851 - 1900 - Secolul al XX-lea: 1901 - 1920 • 1921 - 1940 • 1941 - 1960 • 1961 - 1980 • 1981 - 2000 - Locuitori celebri ai Madridului - Note |

## Personalități născute în Madrid

### Secolele XV - XVII
- Alonso de Ercilla (1533–1594), nobil, poet;
- Ioana a Spaniei (1535–1573), prințesă, fiică a lui Carol Quintul;
- Lope de Vega (1562–1635), poet, unul dintre cei mai importanți scriitori ai Epocii de aur;
- Catalina Micaela de Austria (1567–1697), prințesă, fiică a lui Filip al II-lea;
- Tirso de Molina (1579–1648), scriitor;
- Filip al III-lea (1578–1621), rege al Spaniei;
- Francisco de Quevedo (1580–1645), scriitor;
- Pedro Calderón de la Barca (1600–1681), poet;
- Juan Caramuel y Lobkowitz (1606–1682), călugăr iezuit, filozof, matematician, scriitor;
- Agustín Moreto (1618–1669), scriitor;
- Margarita Teresa de Spania (1651–1673), împărăteasă a Sfântului Imperiu Roman;
- Filip Prospero, Prinț de Asturia (1657–1661), prinț, fiu al lui Filip al IV-lea;
- Carol al II-lea (1661–1700), rege al Spaniei;

## Secolul al XVIII-lea
- Ludovic I (1707–1724), rege al Spaniei;
- Ferdinand al VI-lea (1713–1759), rege al Spaniei;
- Carol al III-lea (1716–1788), rege al Spaniei;
- Filip, Duce de Parma (1720–1765), fiu al lui Filip al V-lea;
- Maria Teresa Rafaela a Spaniei (1726–1746), fiică al lui Filip al V-lea;
- Leandro Fernández de Moratín (1760–1828), scriitor;
- Andrés Manuel del Río (1764–1849), naturalist;
- Manuel José Quintana (1772–1857), scriitor;
- Maria Louisa a Spaniei (1782–1824), soția lui Louis de Etruria;
- Maria Isabela (1789–1848), fiica lui Carol al IV-lea;
- Francisco de Paula al Spaniei (1794–1865), fiu al lui Carol al IV-lea;
- Carol al II-lea, Duce de Parma (1799–1883), soțul Mariei Teresa de Savoia.

### Secolul al XIX-lea

#### 1801 - 1850
- Ramón de Mesonero Romanos (1803 - 1882), scriitor;
- Juan Eugenio Hartzenbusch (1806 - 1880), dramaturg;
- Mariano José de Larra (1809 - 1837), scriitor;
- Louis Blanc (1811 - 1882), politician, istoric;
- Eugenio Lucas Velázquez (1817 - 1879), pictor;
- Infantele Carlos, Conte de Montemolín (1818 - 1861), fiu al Infantelui Carlos, Conte de Molina;
- Ernest Mouchez (1821–1892), astronom, hidrograf și contraamiral francez;
- Isabela a II-a (1830 - 1904), regină a Spaniei;
- Infanta Luisa Fernanda a Spaniei (1832 - 1897), fiică a lui Ferdinand al VII-lea al Spaniei;
- José Echegaray (1832 - 1916), inginer, dramaturg, politician;
- Adelina Patti (1843 - 1919), soprană;
- Aureliano de Beruete (1845 - 1912), pictor;

### 1851 - 1900
- Isabel de Borbón y Borbón (1851 - 1931), fiică a Isabelei a II-a a Spaniei;
- Alfonso al XII-lea al Spaniei (1857 - 1885), rege al Spaniei;
- Prințul Ludwig Ferdinand al Bavariei (1859 - 1949), fiu al lui prințului Adalbert al Bavariei;
- Mercedes d'Orléans (1860 - 1878), regină a Spaniei;
- Infanta María de la Paz (1862–1946), fiică a Isabelei a II-a;
- George Santayana (1863–1952), filozof, eseist, scriitor;
- Infanta Eulalia (1864–1958), fiică a Isabelei a II-a;
- Jacinto Benavente (1866–1954), dramaturg, laureat al  Premiului Nobel pentru Literatură;
- Luigi Amedeo, Duce de Abruzzi (1873–1933), prinț, alpinist, explorator;
- Mercedes, Prințesă de Asturia (1880–1904), prințesă, fiică a lui Alfonso al XII-lea;
- Emilio Carrere (1881–1947), scriitor;
- Infanta Maria Teresa (1882–1912), fiică a lui Alfonso al XII-lea;
- José Ortega y Gasset (1883–1955), filozof;
- Alfonso al XIII-lea (1886–1941), rege al Spaniei;
- Juan Gris (1887–1927), pictor;
- Ramón Gómez de la Serna (1888–1963), scriitor, critic literar;
- Pedro Salinas (1891–1951), scriitor;

## Secolul al XX-lea

### 1921 - 1940
- Eduardo Arroyo (1937 - 2018), pictor.

### 1961 - 1980
- Infanta Cristina a Spaniei (n. 1965), fiică a lui Juan Carlos I al Spaniei;
- Salma de Nora (n. 1979), actriță porno;
- María de Villota (1980 - 2013), femeie pilot de curse.

### 1981 - 2000
- Carlos Cuéllar (n. 1981), fotbalist;
- Alberto Contador (n. 1982), ciclist.

## Locuitori celebri ai Madridului
- José Moreno Villa (1887–1955), poet;
- Vicente Aleixandre (1898–1984),  poet, laureat al Premiului Nobel pentru Literatură;
- Josemaría Escrivá (1902–1975), preot;
- Mario Benedetti (1920–2009), jurnalist, romancier, poet uruguayan;
- Prințesa Irene a Greciei și Danemarcei (n. 1942), fiică a regelui Paul I al Greciei;
- Adriana Karembeu (n. 1971), fotomodel slovac;
- Sara Carbonero (n. 1984), jurnalistă sportivă.